# Lomographa chekiangensis
Lomographa chekiangensis là một loài bướm đêm trong họ Geometridae.